# Eagle Rock Entertainment
Eagle Rock Entertainment — международный продюсер и дистрибьютор музыкальных клипов и программ. Компания управляет двумя звукозаписывающими лейблами Eagle Records и Armory Records, производственной компанией с полным спектром услуг Eagle Rock Productions и дочерней компанией по изданию музыки Eagle-i Music.

## История
Eagle Rock Entertainment была основана в апреле 1997 года Терри Шандом, Джеффом Кемпином и Джулианом Полом, тремя бывшими коллегами по Castle Communications, с капиталом из BMG. Позже он был приобретен Edel Records и в 2001 году полностью продан британской инвестиционной компании HgCapital за 34 миллиона фунтов стерлингов. В 2007 году миноритарный пакет акций был выкуплен Edel AG. Подразделение Eagle Vision было основано в 2000 году. Штаб-квартира Eagle Rock Entertainment находится в Лондоне, офисы — в Нью-Йорке, а филиалы — по всему миру. В апреле 2014 года Eagle Rock Entertainment была приобретена Universal Music Group. Компания Universal купила Eagle сразу после покупки EMI. Терри Шанд продолжает руководить компанией в качестве председателя и генерального директора из штаб-квартиры в Лондоне.

## Награды
В 2010 году компания получила премию Грэмми за документальный фильм The Doors «Когда ты странный» (ориг. англ. — When You’re Strange).